# Nan Shepherd

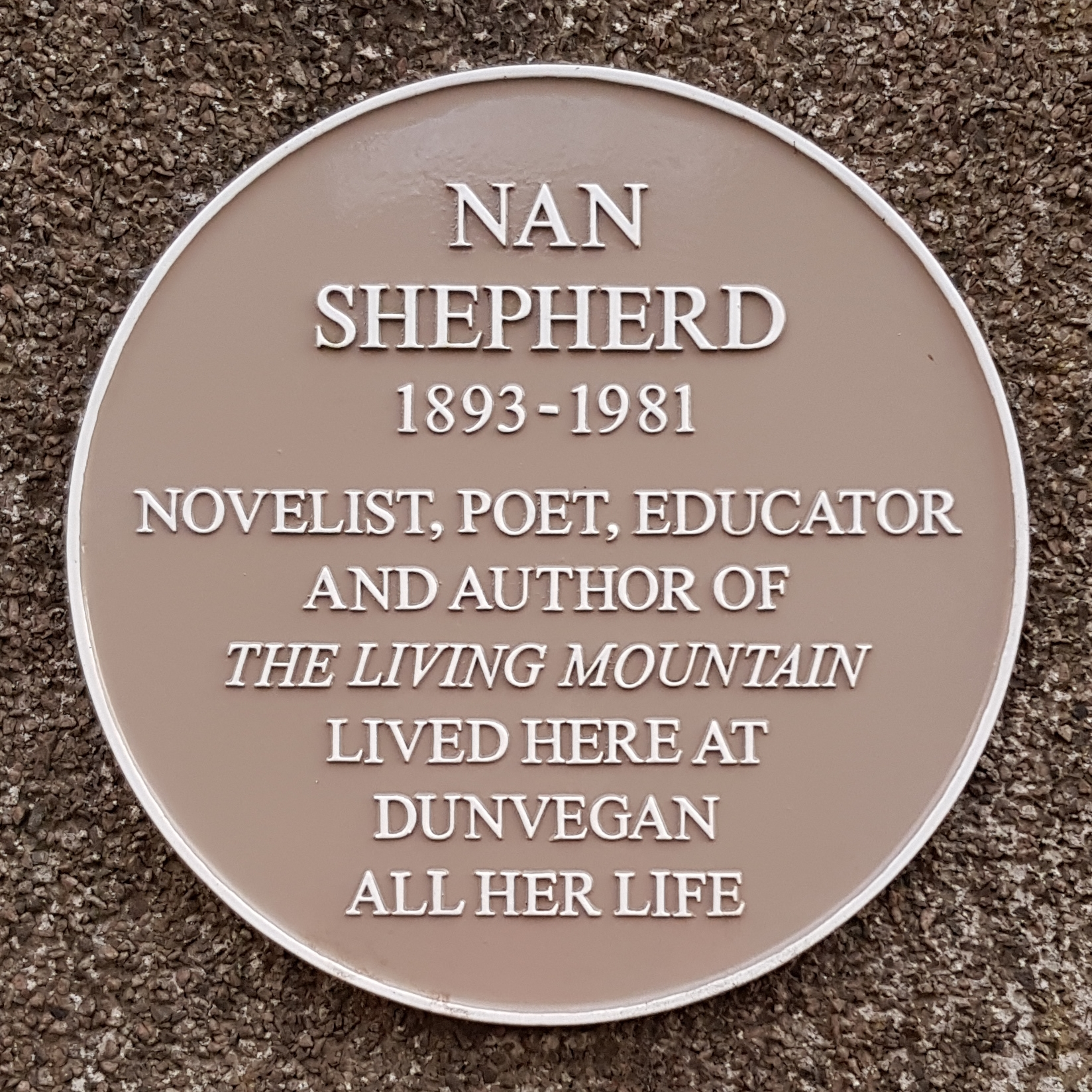
Gedenktafel in Aberdeen

Anna „Nan“ Shepherd (11. Februar 1893 in Cults – 27. Februar 1981 in Aberdeen) war eine schottische Schriftstellerin und Dichterin der Moderne. Sie wurde vor allem für ihre Bergerinnerungen „The Living Mountain“ bekannt, die auf Erfahrungen beim Bergwandern in den Cairngorms basieren. 
Sie schrieb außerdem Gedichte und drei Romane, die in kleinen fiktiven Gemeinden im Norden Schottlands spielten. Die Landschaft und das Wetter dieser Gegend spielten in ihren Romanen eine große Rolle und waren ein Schwerpunkt ihrer Gedichte. Shepherd war die meiste Zeit ihres Berufslebens als Englischlehrerin am Aberdeen College of Education tätig.

## Schriften (Auswahl)
- The Living Mountain
  - Der lebende Berg. Matthes & Seitz Berlin 2020, ISBN 9783957579010

- The Quarry Wood (1928)
- The Weatherhouse (1930)
- A Pass in the Grampians (1933)